# Banque SYZ
Die Bank SYZ AG ist eine Genfer Privatbank der Schweizer Bankengruppe SYZ. Hauptanteilseigner ist Eric Syz.
Die Bank widmet sich der Vermögensverwaltung. Sie betreibt die beiden Geschäftszweige einer Privatbank (SYZ Wealth Management) und eine institutionelle Vermögensverwaltung (SYZ Asset Management). Das verwaltete Vermögen der Gruppe belief sich im Dezember 2017 auf 37.2 Milliarden Schweizer Franken.

## Geschichte
Die Bank SYZ SA wurde im Januar 1996 in Genf von Eric Syz, Alfredo Piacentini und Paolo Luban gegründet. Im Jahr 1999 begann die Bank in Nassau mit ihrer internationalen Expansion, indem sie dort die SYZ Bank & Trust gründete. Gleichzeitig wurden Filialen in Lugano und in Locarno gegründet. Im Juli 2001 kamen weitere Büros in Luxemburg hinzu, gefolgt von einer weiteren Eröffnung in London im August 2001.
Im Jahr 2002 tat sich die Bank mit der italienischen Gruppe Albertini zusammen, um die Vermögensverwaltungsgesellschaft Albertini SYZ in Mailand zu gründen, die im November 2003 unter dem Namen Banca Albertini SYZ in eine Bank umgewandelt wurde. Im Jahr 2013 übernahm SYZ die Kontrolle über die Banca Albertini SYZ.
Sie schloss sich im Juli 2009 mit der spanischen Gruppe N+1 zusammen, um die Vermögensverwaltungsgesellschaft N+1 SYZ in Madrid zu gründen.
Im Jahr 2010 entschloss sich die Bank, alle ihre institutionellen Asset-Management-Aktivitäten in der  SYZ Asset Management zu konsolidieren. Im Juni 2012 wurde die SYZ Swiss Advisors gegründet, eine Schweizer Vermögensverwaltungsgesellschaft, die bei der amerikanischen Wertpapier- und Börsenaufsichtsbehörde Securities and Exchange Commission (SEC) registriert und vor allem auf amerikanische Investoren ausgerichtet ist.
Als sich ein Ausstieg aus dem Partnerschaftsvertrag ergab, verließen zwei der drei Gründer, Alfredo Piacentini und Paolo Luban, im Juni 2014 die Gruppe. So wurde Eric Syz Mehrheitsaktionär und CEO.
Im Juli 2015 übernahm SYZ die Royal Bank of Canada (Suisse) SA. Im Dezember 2016 eröffnete eine Niederlassung der SYZ Asset Management (Europe) Ltd in München und September 2017 eine Niederlassung der SYZ Asset Management (Europe) Ltd in Madrid.
Nachdem der Asset Management Bereich aufgrund sinkender Margen, zunehmender Regulierung und einer schwierigen Performance im Tiefzinsumfeld zunehmend unrentabel wird, leitete die Gruppe im Jahr 2018 eine Reorganisation ein. 
Die Bank veräusserte ihre von Luxemburg aus betriebenen Oyster-Fonds an die französische Investmentgesellschaft iM Global Partners (iMGP), das schweizerische Geschäft mit institutionellen Kunden wurde in eine Tochtergesellschaft ausgegliedert und das Bahamas-Geschäft über ein Management-Buyout an Nestor Asset Management zur Weiterführung ohne Banklizenz als unabhängige Vermögensverwaltung aufgegeben.

## Auszeichnungen
Im Juli 2014 wurde die Bank SYZ in der Rangliste der grössten Banken der Welt (Top 1000 World Banks 2014) als solideste Schweizer Bank bezeichnet. Das jährliche Ranking wurde von der britischen Zeitschrift The Banker, Mitglied der Financial-Times-Gruppe, ins Leben gerufen. Die Solidität der Banken wurde aufgrund des Verhältnisses Kapital / Aktiva (Eigenkapital im Verhältnis zu den Aktiva) gemessen.
Im Oktober 2014 wurde die Bank SYZ von der Jury der Global Private Banking Awards 2014 der britischen Zeitschriften Professional Wealth Management (PWM) und The Banker, zwei Publikationen der Financial-Times-Gruppe, zur Best Private Banking Boutique ernannt.